# 100 великих деятелей Эстонии XX века
В 1999 году эстонское издательство Eesti Entsüklopeedia, газета Eesti Päevaleht, Национальная библиотека Эстонии, радиостанция Kuku Raadio и телевизионный канал TV3 организовали выборы ста великих деятелей Эстонии XX века.
Для веб-сайта, созданного в рамках данного проекта, издательство Эстонской энциклопедии и Национальная библиотека Эстонии предоставили информацию о великих деятелях Эстонии, которая до тех пор ещё не была доступна в электронной форме.
В течение года в выборах, прошедших путём письменного и онлайн-голосования, приняли участие 10 000 человек (это число оказалось меньше ожидаемого).
В список вошли 20 учёных, 20 общественных деятелей, 15 писателей, 13 деятелей театра и кино, 12 музыкантов, 10 художников и 10 спортсменов; из них Юрий Лотман был избран «учёным века», Леннарт Мери — «политиком века», Густав Эрнесакс — «музыкантом века» и Пауль Керес — «спортсменом века».
27 декабря 1999 года, по случаю завершения опроса, на площади Свободы в Таллине состоялась торжественная церемония чествования великих людей современности и лазерное шоу.
Краткое ознакомление с вошедшими в список личностями приводится в книге «Sajandi sada Eesti suurkuju. 100 mõjukaimat, tuntuimat, lugupeetuimat, hinnatuimat, legendaarseimat eesti inimest, kelle töö ja isiksus on 20. sajandil Eestit enim ilmestanud» («Сто великих деятелей Эстонии. 100 самых влиятельных, самых известных, самых уважаемых, самых популярных, самых легендарных эстонцев, чья работа и личность прославили Эстонию в 20-м столетии»), изданной в Таллине в 2002 году.

## 100 великих деятелей Эстонии XX века
В алфавитном порядке:
- Юлиус Аамисепп (1883—1950), селекционер-растениевод
- Йоханнес Аавик (1880—1973), лингвист
- Амандус Адамсон (1855—1929), скульптор
- Артур Алликсаар (1923—1966), поэт, драматург и переводчик
- Бетти Альвер (1906—1989), поэтесса
- Антс Антсон (1938—2015), конькобежец
- Пауль Аристе (1905—1990), лингвист и этнограф
- Юри Аррак (1936—2022), художник
- Павел Боговский (1919—2006), онколог-патоморфолог
- Вольдемар Вага (1899—1999), историк искусства и архитектуры, педагог
- Раймонд Валгре (1913—1949), композитор и музыкант
- Юхан Вийдинг (1948—1995), поэт, актёр и постановщик
- Эдуард Вийральт (1898—1954), график
- Эдуард Вильде (1865—1933), писатель и дипломат
- Юри Вильмс (1889—1918), государственный деятель
- Вайно Вяльяс (1931—2024), политик и дипломат
- Аугуст Гайлит (1891—1960), писатель
- Сийм Каллас (род. 1948), политик
- Тыну Кальюсте (род. 1953), хоровой и оркестровый дирижёр
- Эдгар Кант (1902—1978), географ и экономист
- Тунне Келам (род. 1936), политик
- Пауль Керес (1916—1975), шахматист и шахматный композитор
- Аугуст Кицберг (1855—1927), писатель
- Эри Клас (1939—2016), дирижёр
- Пауль Когерман (1891—1951), учёный-химик
- Яан Коорт (1883—1935), скульптор, художник и керамик
- Йоханнес Коткас (1915—1998), борец классического стиля
- Яан Кросс (1920—2007), писатель и переводчик
- Эрик Кумари (1912—1984), орнитолог и защитник природы
- Юлиус Куперьянов (1894—1919), военный
- Март Лаар (род. 1960), политик, историк и писатель
- Йохан Лайдонер (1884—1953), военный и политик
- Антс Лайкмаа (1866—1942), художник
- Юхан Лийв (1864—1913), поэт и писатель
- Хейно Липп (1922—2006), легкоатлет
- Эндель Липпмаа (1930—2015), учёный-физик и политик
- Юрий Лотман (1922—1993), литературовед, культуролог и семиотик
- Георг Лурих (1876—1920), борец
- Оскар Лутс (1887—1953), писатель и фармацевт
- Рейн Маран (род. 1931), кинооператор и кинорежиссёр
- Ало Маттийзен (1961—1996), композитор
- Леннарт Мери (1929—2006), писатель, переводчик, кинорежиссёр и государственный деятель
- Феликс Моор (1903—1955), актёр, педагог и радио-репортёр
- Харри Моора (1900—1968), археолог
- Конрад Мяги (1878—1925), художник
- Эрки Ноол (род. 1970), легкоатлет и политик
- Юло Нугис (1944—2011), политик и хозяйственный деятель
- Пент Нурмекунд (1906—1996), лингвист и ориенталист
- Эвальд Окас (1915—2011), художник-живописец, график и педагог
- Карл Орвику (1903—1981), учёный-геолог
- Георг Отс (1920—1975), певец и актёр
- Кристьян Палусалу (1908—1987), борец
- Вольдемар Пансо (1920—1977), актёр, театральный режиссёр, театральный педагог
- Валдо Пант (1928—1976), теле- и радиожурналист
- Эраст Пармасто (1928—2012), учёный-миколог
- Юхан Пеэгель (1919—2007), литературовед и лингвист
- Пауль Пинна (1884—1949), актёр и театральный режиссёр
- Йохан Питка (1872—1944?), контр-адмирал
- Яан Поска (1866—1920), государственный деятель
- Людвиг Пуусепп (1875—1942), учёный-медик, первый профессиональный нейрохирург в мире
- Арво Пярт (род. 1935), композитор
- Константин Пятс (1874—1956), государственный деятель
- Кристьян Рауд (1865—1943), художник
- Анна Раудкатс (1886—1965), учитель гимнастики и педагог народного танца
- Анто Раукас (1935—2021), геолог и спортсмен
- Лийна Рейман (1891—1961), актриса
- Гюнтер Рейндорф (1889—1974), график и педагог
- Карл Ристикиви (1912—1977), писатель
- Хандо Руннель (род. 1938), поэт и издатель
- Арнольд Рюйтель (1928–2024), политик и агроном
- Эдгар Сависаар (1950—2022), политик
- Эрика Салумяэ (род. 1962), велогонщица и политик
- Арнольд Сеппо (1917—1980), хирург и травматолог
- Антон Старкопф (1889—1966), скульптор
- Тоомас Суллинг (род. 1940), кардиохирург
- Яан Тальтс (род. 1944), штангист
- Антон Таммсааре (1878—1940), писатель и переводчик
- Андрес Таранд (род. 1940), географ, климатолог и политик
- Энн Тарто (1938—2021), политический деятель, диссидент и борец за независимость Эстонии
- Рудольф Тобиас (1873—1918), композитор, органист и хоровой дирижёр
- Вельо Тормис (1930—2017), композитор
- Фридеберт Туглас (1886—1971), прозаик, переводчик, искусствовед, литературовед
- Яан Тыниссон (1868—1941?), государственный деятель, юрист
- Юри Улуотс (1890—1945), адвокат и политик
- Марие Ундер (1883—1980), поэтесса
- Яак Уудмяэ (род. 1954), легкоатлет
- Йоханнес Хинт (1914—1985), инженер-технолог, изобретатель
- Якоб Хурт (1839—1907), фольклорист, богослов, лингвист и общественный деятель
- Мийна Хярма (1864—1941), композитор, хоровой дирижёр и органист
- Ита Эвер (1931—2023), актриса
- Яан Эйнасто (род. 1929), астрофизик
- Хейно Эллер (1887—1970), композитор и педагог
- Эрнст Эпик (1893—1985), астроном
- Густав Эрнесакс (1908—1993), композитор и хоровой дирижёр
- Антс Эскола (1908—1989), актёр и певец
- Каарел Ээнпалу (1888—1942), политик и юрист
- Фред Юсси (1935—2024), биолог, натуралист и фотограф природы
- Эрнст Яаксон (1905—1998), дипломат
- Юри Ярвет (1919—1995), актёр театра и кино
- Неэме Ярви (род. 1937), дирижёр